# 1945 au Manitoba
Chronologie du Manitoba
- 1941
- 1942
- 1943
- 1944
- 1945
- 1946
- 1947
- 1948
- 1949

Cette page concerne des événements d'actualité qui se sont produits durant l'année 1945 dans la province canadienne du Manitoba.

## Politique
- Premier ministre : Stuart Garson
- Chef de l'Opposition :
- Lieutenant-gouverneur : Roland Fairbairn McWilliams
- Législature :

## Naissances

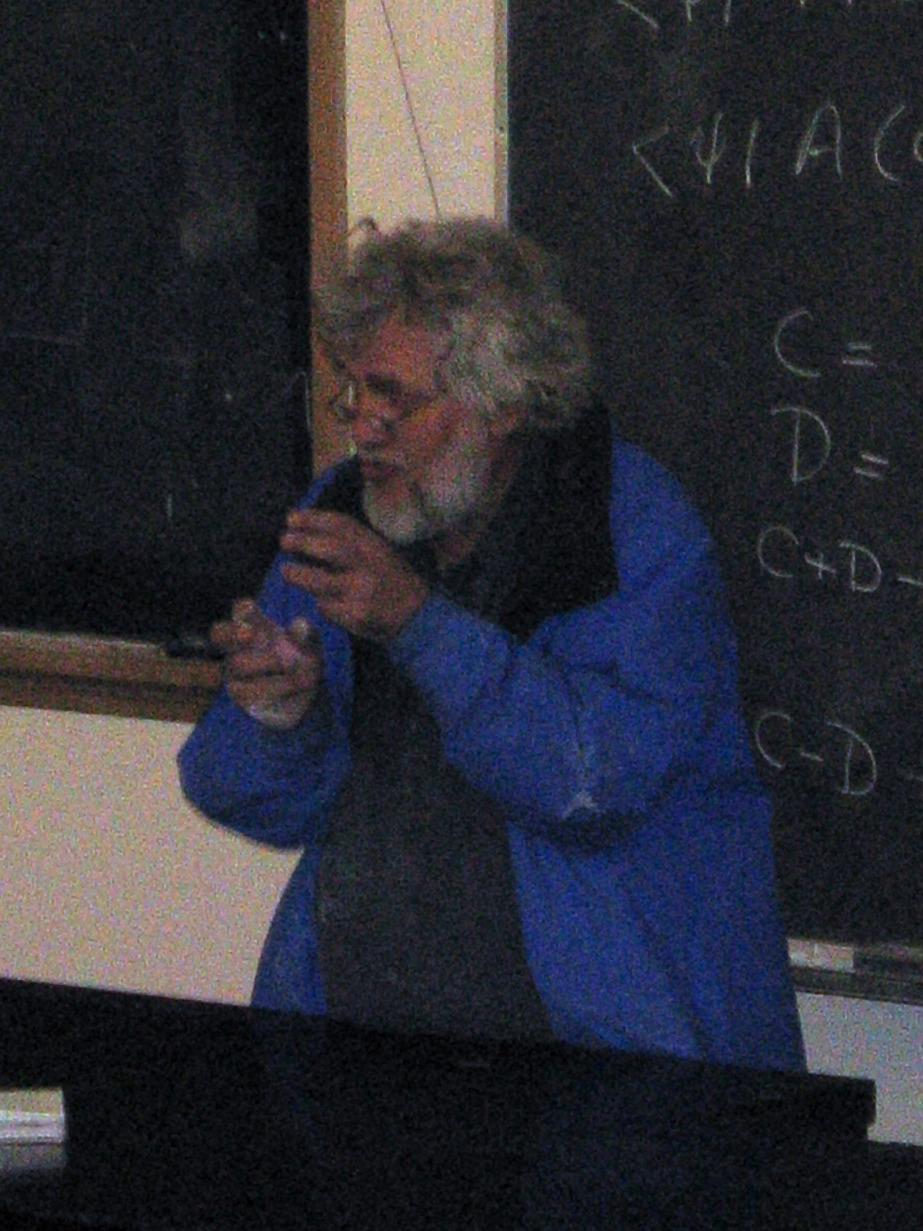
William Unruh

- Joseph Roger Louis Léveillé, (dont le nom de plume le plus fréquemment utilisé est J.R. Léveillé) né à Winnipeg en 1945, est un écrivain canadien.

- 2 mai : Donald Low (né à Winnipeg - mort le 18 septembre 2013) est un microbiologiste canadien. Microbiologiste en chef de l'hôpital Mont Sinai de Toronto (en) de 1985 à 2013, il est surtout connu pour son rôle lors du combat contre l'épidémie de SRAS de 2003 à Toronto.
- 21 août : William G. Unruh (né à Winnipeg) est un physicien canadien découvreur de l'effet Unruh.
- 12 novembre : Neil Percival Young (O.M.)(né à Toronto) est un chanteur et guitariste de folk, country et rock canadien.

## Décès
- 4 juillet : Hugh Robson (en) (juge et politicien)